# Jordan Williams (futbolista)
Michael Jordan Williams (Bangor, Gales, 6 de noviembre de 1995), conocido como Jordan Williams, es un futbolista galés que juega de centrocampista en el Barrow A. F. C. de la League Two de Inglaterra.

## Carrera

### Carrera temprana
Williams se unió a la academia U14 del Liverpool, anteriormente había jugado para el Wrexham.

### Temporada 2014–15
El 23 de septiembre de 2014, hace su debut en la Copa de la liga contra el Middlesbrough, entrando en el minuto 79 por Jordan Rossiter. Williams anotó en la definición a penales.  El 22 de enero de 2015, firma un contrato por dos años y medio con el Liverpool.
El 26 de marzo, Williams fue enviado a préstamo al Notts County de la tercera división inglesa.

### Temporada 2015-16
El 10 de julio de 2015 es enviado a préstamo al Swindon Town por una temporada.
En marzo de 2016, durante un partido de Liga Europa de la UEFA entre Manchester United y Liverpool en Old Trafford, un tweet fue enviado desde la cuenta de Williams burlándose del Desastre aéreo de Múnich. Williams reclamó que su cuenta de Twitter había sido pirateada, se disculpó y eliminó su cuenta.

### Rochdale
El 14 de junio de 2018 fichó por el Rochdale por dos años.

### Blackpool
El 24 de agosto de 2020 fichó por el Blackpool hasta el 30 de junio de 2021.

## Carrera internacional
Williams hizo su debut en la selección sub-21 de Gales en un 1–1 contra Lituania el 9 de septiembre de 2014. En agosto de 2015 es convocado por primera vez con la selección de fútbol de Gales.

## Estadística de club
| Club                    | Temporada        | Liga             | Partidos | Goles | Partidos | Goles  | Partidos        | Goles           | Partidos | Goles  | Partidos | Goles |
| Inglaterra              | Inglaterra       | Inglaterra       | Liga     | Liga  | FA Cup   | FA Cup | Copa de la Liga | Copa de la Liga | Europa   | Europa | Total    | Total |
| ----------------------- | ---------------- | ---------------- | -------- | ----- | -------- | ------ | --------------- | --------------- | -------- | ------ | -------- | ----- |
| Liverpool               | 2014-15          | Premier League   | 0        | 0     | 0        | 0      | 1               | 0               | 0        | 0      | 1        | 0     |
| Notts County (préstamo) | 2014-15          | League One       | 8        | 0     | 0        | 0      | 0               | 0               | 0        | 0      | 8        | 0     |
| Swindon Town (préstamo) | 2015-16          | League One       | 9        | 0     | 1        | 0      | 0               | 0               | 0        | 0      | 10       | 0     |
| Rochdale (préstamo)     | 2017-18          | League One       | 7        | 0     | 0        | 0      | 0               | 0               | 0        | 0      | 8        | 0     |
| Blackpool               | 2020-21          | League One       |          |       |          |        |                 |                 |          |        |          |       |
| Total de carrera        | Total de carrera | Total de carrera | 24       | 0     | 1        | 0      | 1               | 0               | 0        | 0      | 27       | 0     |

## Palmarés

### Títulos nacionales
| Título     | Club                   | País       | Año  |
| ---------- | ---------------------- | ---------- | ---- |
| EFL Trophy | Bolton Wanderers F. C. | Inglaterra | 2023 |